# Minooka (Illinois)
Minooka es una villa ubicada en el condado de Grundy en el estado estadounidense de Illinois. En el Censo de 2010 tenía una población de 10924 habitantes y una densidad poblacional de 442,63 personas por km².

## Geografía
Minooka se encuentra ubicada en las coordenadas 41°27′4″N 88°16′46″O / 41.45111, -88.27944. Según la Oficina del Censo de los Estados Unidos, Minooka tiene una superficie total de 24.68 km², de la cual 24.48 km² corresponden a tierra firme y (0.8%) 0.2 km² es agua.

## Demografía
Según el censo de 2010, había 10924 personas residiendo en Minooka. La densidad de población era de 442,63 hab./km². De los 10924 habitantes, Minooka estaba compuesto por el 89.07% blancos, el 3.25% eran afroamericanos, el 0.2% eran amerindios, el 1.22% eran asiáticos, el 0.02% eran isleños del Pacífico, el 4.06% eran de otras razas y el 2.19% pertenecían a dos o más razas. Del total de la población el 12.73% eran hispanos o latinos de cualquier raza.